# Opereta
Opereta, ou comumente em Italiano, operetta, etimologicamente, "pequena ópera", é um estilo de ópera leve. Leve tanto na sua substância musical como no conteúdo do assunto. É mais próxima, em estilo, com a ópera e a outras formas do teatro musical mais leve, e em muitos casos é difícil definir uma obra de teatro musical a um  gênero específico. A opereta é também  proporcionalmente mais recitativa (não cantadas) do que uma ópera séria.

## História
O auge da opereta ocorreu num período que vai do final do Século XIX até o início do Século XX. De um modo geral, era uma versão mais curta, menos ambiciosa e ostensiva do que a ópera, da mesma maneira que outros estilos como, Vaudeville, Singspiel e ballad opera. O estilo existe, hoje em dia, na forma de comédia musical.
A opereta é uma precursora da moderna "Comédia Musical". É uma pequena ópera encenada, com o elenco formado por cantores de ópera treinados no estilo clássico. Já a "Comédia Musical"  é uma peça teatral cantada, que utiliza atores que também são cantores.
A opereta surgiu da opéra comica francesa do século XIX, Opéra Comique, para satisfazer à necessidade de obras mais curtas e leves, em contraponto à opéra comique, que tinha obras mais sérias e longas. Na época o termo comique já não tinha grande significado, passando a designar, apenas, que a ópera não era inteiramente cantada, tendo algumas partes faladas. Para esse mesmo gênero os alemães davam o nome de Singspiel. Médée (1797) e Carmen (1875) são exemplos de opéra comique com trama trágica.
Jacques Offenbach costuma ser creditado por ter escrito as primeira operetas, como a sua La Belle Hélène (1864).